# Ruschia triflora
Ruschia triflora är en isörtsväxtart som beskrevs av L. Bol. Ruschia triflora ingår i släktet Ruschia och familjen isörtsväxter. Inga underarter finns listade i Catalogue of Life.